# De mallemolen
De mallemolen is een single van Heddy Lester.
De mallemolen is binnen de festivalgeschiedenis een vreemde eend in de bijt. Heddy Lester kende daarvoor en daarna nauwelijks enige bekendheid in de zangwereld, zeker als soloartieste. Toch wist zij met het lied De mallemolen - tekst geschreven door Wim Hogenkamp op muziek van haar broer Frank Affolter - het Nationaal Songfestival 1977 te winnen, terwijl daar ook geroutineerde zangeressen als Bonnie St. Claire, Rita Hovink en Maggie MacNeal aan meededen. Ze maakte echter geen kans op het Eurovisiesongfestival 1977 en eindigde als twaalfde.
De B-kant De man die voorbij kwam was eveneens geschreven door Hogenkamp en Affolter. De single werd ook in andere talen uitgebracht:
- Engels: The World keeps turning / Never saw him laughing (door Lester zelf)
- Frans: Le monde tourne comme un manège / Ça monsieur qui passé (op Philips Records) (door Lester zelf)
- Duits: Karussell des Lebens / Den Mann, der grad vorbei geht (door Lester zelf)
- Fins: Eläman karuselli (door Katri Helena)
- Spaans: No teu mundo (door Grupo Música)
- Zweeds: Äntligen har jag kommit hem (door Small Town Singers)
- Deens: Hvis du vil ha så må du også gi (Als je wilt, moet je ook geven) (door Janni)
- Portugees: O mundo continua a girar (door Clemente)

## Hitnotering
In vergelijking tot de voorgaande inzendingen van het Eurovisiesongfestival scoorde De mallemolen slecht in de hitparades.

### Nederlandse Top 40
| Positie: | 32 | 29 | 28 | 39 | uit |

### NederlandseDaverende 30
| Positie: | 23 | 23 | 28 | uit |

## Nasleep
De mallemolen werd een langdurig blok aan het been bij de zangeres. Ze wilde een heel ander repertoire zingen en liever een goed optreden verzorgen voor een klein publiek in plaats van een hit bij Op volle toeren. Ze had zelf het idee dat ze zichzelf nauwelijks kon geven in het lied en was dan ook telkens nerveus als ze het ergens moest zingen, al was het maar drie minuten. Platenlabel Ariola probeerde haar nog te overtuigen van het zingen van commerciële liedjes, maar dat wilde ze niet. Ze verdween daarop al snel van de televisie en vervolgens in de anonimiteit. Ze trok de theaters in, ze wilde wat dat betreft in de voetsporen van haar moeder (Louise de Montel, een revuezangeres) treden, die wel met Toon Hermans optrad. De op het songfestival volgende langspeelplaat bevatte dan ook geheel ander repertoire waar De mallemolen niet tussen paste. Wel opent dat album Deel van m’n bestaan (met voorwoord van Ramses Shaffy) met het liedje Pats boem over haat plotselinge beroemdheid. Het lied refereert ook aan “mallemolen” ("je bent voor je het beseft in de mallemolen meegesleurd"). Ze kreeg een haat-liefdeverhouding met het lied, zong het dan weer niet en dan weer wel.

## 21e eeuw
Daarbij moet vermeld worden dat ze jarenlang niet optrad vanwege een depressie. Eenmaal daaruit gekomen zong ze het weer, meestal tijdens concertprogramma’s gewijd aan liedjes van de songfestivals door de jaren heen. In de 21e eeuw kwam er weer meer waardering, onder andere van Paul de Leeuw, Humphrey Campbell en Ruth Jacott.
1956: De vogels van Holland / Voorgoed voorbij · 1957: Net als toen · 1958: Heel de wereld · 1959: 'n Beetje · 1960: Wat een geluk · 1961: Wat een dag · 1962: Katinka · 1963: Een speeldoos · 1964: Jij bent mijn leven · 1965: 't Is genoeg · 1966: Fernando en Filippo · 1967: Ring-dinge-ding · 1968: Morgen · 1969: De troubadour · 1970: Waterman · 1971: Tijd · 1972: Als het om de liefde gaat · 1973: De oude muzikant · 1974: Ik zie een ster · 1975: Ding-a-dong · 1976: The party's over · 1977: De mallemolen · 1978: 't Is O.K. · 1979: Colorado · 1980: Amsterdam · 1981: Het is een wonder · 1982: Jij en ik · 1983: Sing me a song · 1984: Ik hou van jou · 1986: Alles heeft ritme · 1987: Rechtop in de wind · 1988: Shangri-la · 1989: Blijf zoals je bent · 1990: Ik wil alles met je delen · 1992: Wijs me de weg · 1993: Vrede · 1994: Waar is de zon · 1996: De eerste keer · 1997: Niemand heeft nog tijd · 1998: Hemel en aarde · 1999: One good reason · 2000: No goodbyes · 2001: Out on my own · 2003: One more night · 2004: Without you · 2005: My impossible dream · 2006: Amambanda · 2007: On top of the world · 2008: Your heart belongs to me · 2009: Shine · 2010: Ik ben verliefd (sha-la-lie) · 2011: Never alone · 2012: You and me · 2013: Birds · 2014: Calm after the storm · 2015: Walk along · 2016: Slow down · 2017: Lights and shadows · 2018: Outlaw in 'em · 2019: Arcade · 2020: Grow · 2021: Birth of a new age · 2022: De diepte · 2023: Burning daylight · 2024: Europapa